# 센난시
센난시(일본어: 泉南市)는 일본 오사카부 남서부에 있는 시이다. 앞바다의 간사이 국제공항 부지 일부도 관할하여 공항 관련 산업의 활성화를 도모하고 있다.

## 지리
오사카부 남부(센난 지역)에 위치한다. 북서쪽은 오사카만과 접하고 남동쪽은 이즈미 산맥을 경계로 와카야마현 기노카와시, 이와데시와 접한다. 북동쪽은 오사카부 내에서 다지리정, 이즈미사노시와, 남서쪽은 한난시와 각각 인접한다. 덧붙여 간사이 국제공항 부지의 남부 약 3분의 1은 센난시에 속해 시의 경제를 지지하고 있다.
크게 산지, 구릉부, 평야부로 나눌 수 있다. 시의 남쪽 경계를 이루는 이즈미 산맥으로부터 늘어서 있는 산지부에는 낮은 산이 많으며 센난시에서 가장 고도가 높은 본덴산의 높이도 468.7m이다.
기후는 세토 내해식 기후 지대에 속해 연평균 기온은 15°C, 연평균 강수량도 1,000~1,200mm로 비교적 온난한 환경이므로 농업에도 적합하다.

## 역사
- 1896년 4월 1일 - 센난군이 성립하였다.
- 1956년 9월 30일 - 센난군의 2정 4촌이 합병해 센난군 센난정이 탄생하였다.
- 1970년 7월 1일 - 센난정이 시로 승격해 센난시가 되었다.

## 교통

### 공항
- 간사이 국제공항

### 철도
- 난카이 전기 철도 본선
- 서일본 여객철도 한와선

### 도로
- 한와 자동차도
- 국도 26호선

## 인구
| 연도 | 인구   | ±%     |
| ---- | ------ | ------ |
| 1920 | 13,603 | —      |
| 1930 | 16,794 | +23.5% |
| 1940 | 19,324 | +15.1% |
| 1950 | 23,463 | +21.4% |
| 1960 | 32,075 | +36.7% |
| 1970 | 38,206 | +19.1% |
| 1980 | 53,324 | +39.6% |
| 1990 | 60,065 | +12.6% |
| 2000 | 64,152 | +6.8%  |
| 2010 | 64,416 | +0.4%  |